# Фероеластичний перехід
Фероеластичний перехід (англ. ferroelastic transition, рос. ферроэластический переход) — фероїчний перехід, в якому кристали переходять від одного стабільного стану в інший стабільний при дії механічних напруг уздовж певного напрямку. 